# Eurycea tonkawae
Espèce
Statut de conservation UICN

 EN B1ab(iii,v) : En danger
Eurycea tonkawae est une espèce d'urodèles de la famille des Plethodontidae.

## Répartition
Cette espèce est endémique du centre du Texas aux États-Unis. Elle se rencontre dans les comtés de Williamson et de Travis.

## Étymologie
Cette espèce est nommée en l'honneur des Tonkawas.

## Publication originale
- Chippindale, Price, Wiens & Hillis, 2000 : Phylogenetic relationships and systematic revision of central Texas hemidactyliine plethodontid salamanders. Herpetological Monographs, vol. 14, p. 1-81 (texte intégral).